# بروكبورت (نيويورك)
بروكبورت (بالإنجليزية: Brockport, New York)‏ هي منطقة سكنية تقع في الولايات المتحدة في نيويورك (ولاية). يقدر عدد سكانها بـ 8,366 نسمة .

## أعلام
- أليس براون تشيتندن
- مارتن فيريرو
- هربرت ألونزو هاو
- لاري كاربنتر
- سومنر هوارد